# Champagnac (Charente-Maritime)
Champagnac ist eine französische Gemeinde mit 493 Einwohnern (Stand: 1. Januar 2022) im Département Charente-Maritime in der Region Nouvelle-Aquitaine (vor 2016 Poitou-Charentes); sie gehört zum Arrondissement Jonzac und zum Kanton Jonzac. Die Einwohner werden Champagnacais genannt.

## Geographie
Champagnac liegt etwa 71 Kilometer nordnordöstlich von Bordeaux. Umgeben wird Champagnac von den Nachbargemeinden Réaux sur Trèfle im Norden, Meux im Osten und Nordosten, Saint-Germain-de-Vibrac im Südosten, Saint-Médard im Süden, Ozillac im Süden und Südwesten sowie Jonzac im Westen und Nordwesten.

## Bevölkerungsentwicklung
| Jahr                       | 1962 | 1968 | 1975 | 1982 | 1990 | 1999 | 2006 | 2017 |
| Einwohner                  | 449  | 404  | 401  | 431  | 427  | 463  | 507  | 529  |
| Quellen: Cassini und INSEE |      |      |      |      |      |      |      |      |

## Sehenswürdigkeiten
- Kirche Saint-Pierre-ès-Liens, Monument historique seit 1923 (siehe auch: Liste der Monuments historiques in Champagnac (Charente-Maritime))

## Persönlichkeiten
- Régis Messac (1893–1945), Schriftsteller und Pazifist, im KZ Buchenwald ermordet
- Jean Mesnard (1921–2016), Romanist und Literaturwissenschaftler